# Köditz
Köditz là một đô thị ở huyện Hof bang Bavaria thuộc nước Đức.